# Манастир (област Пловдив)
Вижте пояснителната страница за други значения на Манастир .
Ма̀настир е село в Родопите, част от община Лъки в Област Пловдив, което е разположено на 1500 м н.в.

## География
Село Манастир се намира в Преспанския дял на Родопите, в северните склонове на връх Преспа. Лятото е прохладно, зимата е студена с повече сняг, пролетта е кратка и дъждовна, а есента е мека.

## История
История и произход на името:
Името "Манастир" произлиза от някогашно манастирско средище, което се е намирало в близост до селото. Според преданията, тук са съществували няколко малки обители, които са изиграли важна роля в периода на османското владичество – като убежища за духовници и книжовници.
Районът е бил част от стратегически пътища в Родопите, свързващи вътрешността на България с Беломорието.
В края на XIX век и началото на XX век, селото е било оживено, с около 300-400 души население, занимаващи се основно с животновъдство и дърводобив.

## Редовни събития
Всяка година на Петровден, последната събота на месец юни, в селото се организира празничен курбан. Денят е храмов празник на селото и на реставрираната и обновена църква на селото „Св. св. Петър и Павел“. На този празник се събират всички, които поради една или друга причина имат връзка със селото. В селото има няколко големи рода сред които е и Куртйоловският род. Определено е всяка втора събота на месец юли да се провежда родова среща.